# Linfócito B

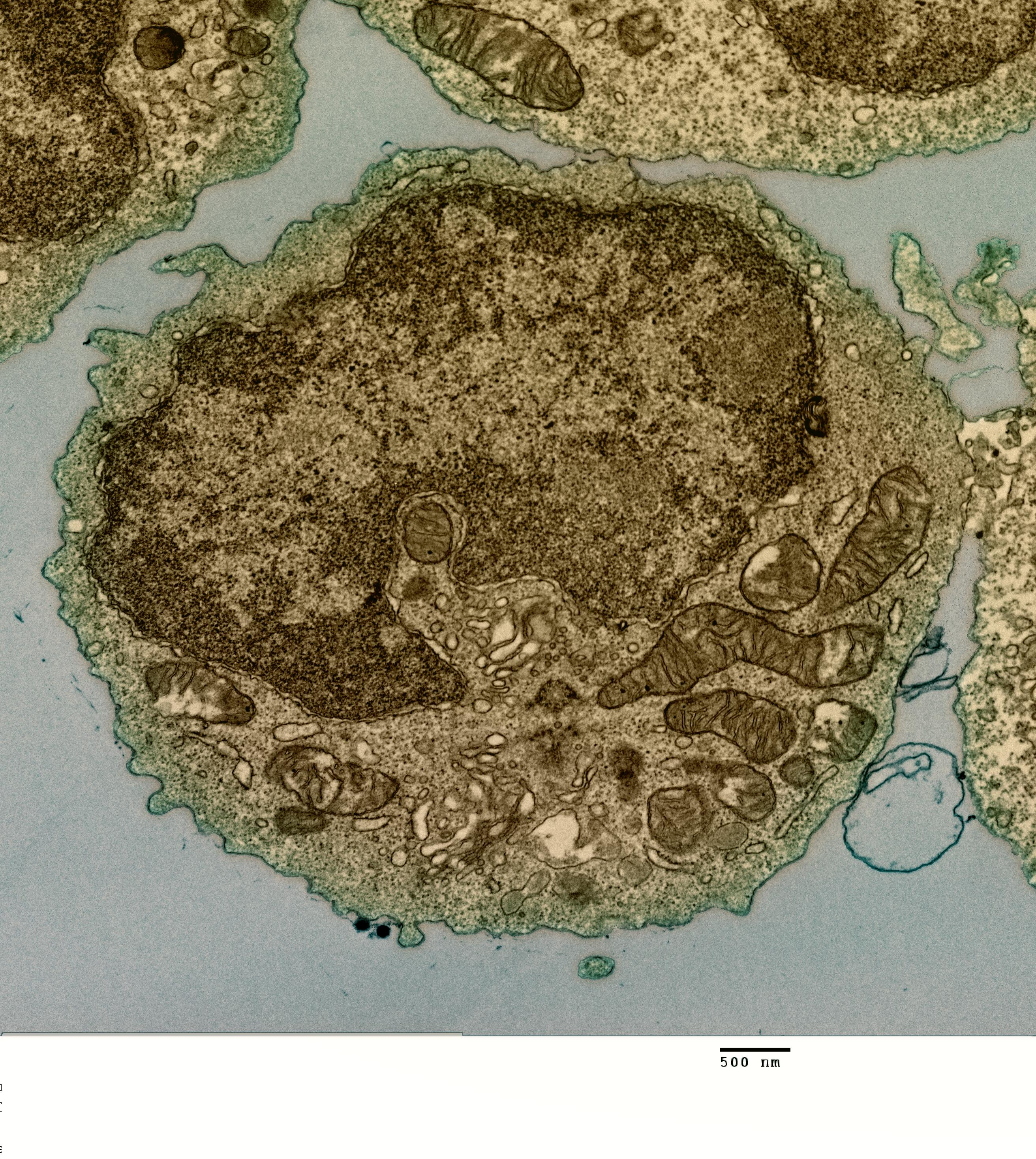
Uma célula B humana.

Linfócito B ou célula B é um tipo de linfócito que constitui o sistema imunológico. Ele tem um importante papel na imunidade humoral e é um essencial componente do Sistema imune adaptativo. A principal função das células B é a produção de anticorpos contra antígenos. Após sua ativação os linfócitos B podem sofrer diferenciação em plasmócitos ou células B de memória. O "B" em sua nomenclatura remete à bursa, um divertículo da cavidade cloacal das aves. Embora inexistente em mamíferos, nesses os tecidos linfóides associados à bursa podem ser encontrados nas paredes do intestino, apêndice, amígdalas,  baço e outros órgãos. Ao passo que os linfócitos B desenvolvem-se nesses tecidos, os chamados linfócitos T desenvolvem-se usualmente no timo.

## Desenvolvimento do linfócito B
Células B imaturas são produzidas na medula óssea de muitos mamíferos. Ratos são uma exceção; suas células B desenvolvem-se no appendix-sacculus rotundus. Depois de serem produzidas na medula óssea, estas células B migram para o baço e outros orgãos linfóides secundários. O desenvolvimento da célula B ocorre em diversos estágios, cada estágio representa uma mudança no conteúdo do genoma no loci do anticorpo. Um anticorpo é composto de duas cadeias leves (L) e duas pesadas (H), e os genes que os especificam são achados no locus da cadeia leve e pesada. No loci da cadeia pesada H existem três regiões, V, D e J, que recombinam-se aleatoriamente, em um processo chamado recombinação VDJ, para produzir um único domínio variável na imunoglobulina de cada célula B. Similares rearranjos ocorrem no locus da cadeia L excepto que existem somente 2 regiões, chamadas V e J. A lista abaixo descreve o processo de formação da imunoglobulina em diferentes estágios de desenvolvimento da célula B.
- Células progenitoras B — contêm gene germinal H, gene germinal L
- Células Pró-B iniciais — sofre rearranjamentos D-J na cadeias H
- Células Pró-B tardias — sofre rearranjamentos V-DJ na cadeia H
- Grandes células Pré-B — a cadeia H é VDJ rearranjada, genes germinais L
- Pequenas células Pré-B — sofre rearranjamentos V-J na cadeia L
- Células B imaturas — VJ rearranjado na cadeia L, VDJ rearranjado na cadeia H. Começo da expressão de receptores IgM
- Células B maduras — Começo da expressão IgD

Quando a célula B falha em qualquer passo de processo de maturação, ela irá morrer por um processo chamado apoptose. Se ela reconhece antígeno próprio durante o processo de maturação, a célula B irá se tornar suprimida (conhecida como anergia) ou sofre apoptose (um processo chamado seleção negativa). As células B são continuamente produzidas na medula óssea, mas somente uma pequena porção de novas células B produzidas sobrevivem para participar de uma vida longa no pool periférico.

## Funções
O corpo humano produz milhões de diferentes tipos de células B a cada dia que circulam no sangue e linfa que têm um papel importante na vigilância imune. Elas não produzem anticorpos até serem completamente ativadas. Cada célula B tem um único receptor de proteína (chamado de receptor célula B ou BCR) em sua superfície que irá ligar-se a um antígeno particular. O BCR é uma ligação entre a membrana celular e a imunoglobulina, e esta molécula permite a distinção das células B entre outros tipos de linfócitos, e também é a principal proteína envolvida na ativação da célula B. Uma vez que a célula B encontra seu antígeno e recebe um sinal adicional da célula T auxilar, ela pode se diferenciar em uma dos dois tipos de células B listadas abaixo.

### Tipos de células B

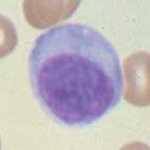
Plasmócito

- Plasmócitos (também chamada de células plasmáticas) são grandes células B que foram expostas ao antígeno e produzem e secretam grandes quantidades de anticorpos, que ajudam na destruição dos microorganismos ligando-se a elas e tornando-os alvo para fagócitos e ativando o sistema complemento. Em microscopia eletrônica estas células revelam uma grande quantidade de retículo endoplasmático rugoso, responsável pela síntese de anticorpos.
- Células de memória B são formadas através da ativação de células B no encontro com antígeno específico durante a resposta imune primária. Estas células são capazes de uma vida longa, e podem responder rapidamente a uma segunda exposição ao mesmo antígeno.
- Células B-1 expressam IgM em grande quantidade maior que IgG e seus receptores mostram poliespecificidade o que significa que elas têm pouca afinidade para muitos antígenos, mas têm uma preferência para outras imunoglobulinas, antígenos próprios e polissacarídeos de bactérias. Células B-1 estão presentes em baixo número nos linfonodos e baço e em grande número nas cavidades peritonial e pleural.
- Células B-2

## Reconhecimento do antígeno pelas células B
A diferença é de como as células B e as T veem o antígeno. Células B reconhecem seus sítios de ligação com o antígeno em sua forma nativa. Elas reconhecem o antígeno livre (solúvel) no sangue ou linfa usando suas BCR ou sítio de ligação entre membrana e imunoglobulina. As células T reconhecem seus sítios de ligação em um processo formado, como um fragmento de peptídeo apresentado pela célula apresentadora de antígeno.

## Activação das células B
O reconhecimento do antígeno pela célula B não é o único elemento necessário para sua ativação (uma combinação de proliferação e diferenciação em plasmócitos). Células B que não foram expostas ao antígeno, conhecidas como "células virgens", podem ser ativadas por células T dependente ou independente.